# Atarjea
Atarjea är en kommun i Mexiko.   Den ligger i delstaten Guanajuato, i den centrala delen av landet, 210 km norr om huvudstaden Mexico City.
Följande samhällen finns i Atarjea:
- San Juan de Dios
- Cerro Prieto
- Llanitos A
- El Chilarito
- El Mezquital
- La Lagunita
- El Apartadero
- Ex-Hacienda de Charcas